# مامان و بابا (فیلم ۲۰۱۷)
مامان و بابا (به انگلیسی: Mom and Dad) یک فیلم ترسناک کمدی محصول مشترک ایالات متحدهٔ آمریکا و انگلستان است که در سال ۲۰۱۷ منتشر شد. فیلم توسط بران تیلور نوشته و کارگردانی شده‌است. بازیگران فیلم نیکلاس کیج و سلما بلر هستند.
این فیلم در مجموع، نظرات مثبتی از منتقدان دریافت کرده‌است.